# 池田町立高瀬中学校
池田町立高瀬中学校（いけだちょうりつたかせちゅうがっこう）は長野県北安曇郡池田町にある公立の中学校。

## 沿革
- 1953年4月1日 - 池田町会染村組合立高瀬中学校として開校
- 1955年4月1日 - 町村合併により現校名に改称
- 1970年4月1日 - 池田町立広津中学校を統合

## 委員会
- 本部
- 評議員会
- 校風・安全委員会
- 図書委員会
- 整美委員会
- 広報委員会
- 緑化委員会
- 応援・体育委員会
- 保健委員会
- 給食委員会
- ボランティア委員会

## 部活動
- 陸上部
- 野球部
- 男子バスケットボール部
- 女子バスケットボール部
- 男子バレーボール部
- 女子バレーボール部
- 卓球部
- ソフトテニス部
- 吹奏楽部
- 英語部

- 美術部

以下は、正式には部活動ではなく、クラブ活動扱い。
- マウンテンバイククラブ
- 水泳クラブ
- スキークラブ
- バドミントンクラブ

## 年間行事
- 4月 - 入学式、3年修学旅行
- 7月 - 2年職場体験
- 9,10月 - 体育祭、高瀬祭1,2年学年行事
- 11月 - ミニビブリオバトル
- 1月 - 新入生説明会
- 3月 - 1,2年スポーツ交流会、卒業式
- 毎月第2週 - 牛缶（牛乳パックとアルミ缶の回収・月、火のみ)
- 1年間 - てすいぽweek(町内のゴミ拾い)

## 歴代校長
- 初代校長 - 淀股栄

## 学校歌

### 校歌
- 高瀬中学校歌

作詞:大木惇夫、作曲:乗松昭博

### 生徒会歌
- 高瀬中学校生徒会歌

作詞:矢口秀美、作曲:矢口秀喜

### 応援歌
- 第1応援歌

作詞:淀股栄、作曲:河合ゆたか
- 第2応援歌

## 所在地
長野県北安曇郡池田町大字池田2-3211
- 池田町営バス商工会館前下車 徒歩2分

## 非常口

### 北校舎
- 理科室横ベランダ(2F)
- 美術室・彫塑室横ベランダ(3F)

### 中校舎
- コンテナ室南側

### 南校舎・体育館
- 体育館扉
- 職員玄関

### 中央廊下
- 生徒昇降口

## 周辺
- 池田町立池田小学校
- 長野県池田工業高等学校
- 北アルプス医療センター あづみ病院